# Provincia Veraguas
| Provincia Veraguas               | Provincia Veraguas                             |
| -------------------------------- | ---------------------------------------------- |
| Drapelul provinciei Veraguas     |                                                |
| Informații generale              |                                                |
| Nume nativ                       | Provincia de Veraguas                          |
| Țară                             | Panama                                         |
| Fondare                          | 9 iunie 1508                                   |
| Orașe                            |                                                |
| - Capitală                       | Santiago de Veraguas (31.065 loc.)             |
| - Coordonate                     | 8°6′20,6″N 80°58′16,1″V / 8.10000°N 80.96667°V |
| Suprafață                        |                                                |
| - Suprafață totală               | 10.629,64 km2                                  |
| Cel mai înalt punct              | Un munte fără nume (1.964 m)                   |
| Subdiviziuni                     |                                                |
| - Districte                      | 12                                             |
| - Corregimiente                  | 95                                             |
| Populație                        |                                                |
| - Totală                         | 226.991                                        |
| - Densitate                      | 21,4 loc./km2                                  |
| Fus orar                         | UTC−5                                          |
| ISO 3166-2                       | PA-9                                           |
| Amplasarea de Veraguas în Panama |                                                |

Veraguas este una din cele nouă provincii ale Republicii Panama și se află în centrul țării. Provincia are o suprafață de 10.629,64 km2 și o populație de peste 226.000 de locuitori.

## Geografie
Provincia Veraguas se învecinează la sud-vest cu provincia Chiriquí, la nord-vest cu teritoriul Ngäbe-Buglé, la nord cu Marea Caraibilor, la nord-est cu teritoriul Guna Yala, la est cu provincia Panamá, la sud-est cu proviciile Herrera și Los Santos și la sud cu Oceanul Pacific. Capitala provinciei este Santiago de Veraguas cu o populație de peste 31.00 de locuitori, districtul Santiago având o populație de 88.997 de locuitori.

### Arii protejate
- Parque Nacional Cerro Hoya
- Parque Nacional Isla de Coiba

Parque Nacional Cerro Hoya (Parcul Național Muntele Hoya) are o suprafață de 33.342,39 ha și se întinde în provinciile Los Santos și Veraguas. Fondarea a fost pe 2 octombrie 1984.
Parque Nacional Isla de Coiba (Parcul Național Insula Coiba) se extinde în Golful Chiriquí pe o suprafață de 270.125 în provincia Veraguas. Parcul a fost fondat pe 17 decembrie 1991 și a fost înscris în 2005 pe lista patrimoniului natural mondial UNESCO.

## Districte
Provincia Veraguas este împărțită în douăsprezece districte (distritos) cu 95 corregimiente (corregimientos; subdiviziune teritorială, condusă de un corregidor).
| District                 | Suprafață [km2] | Corregimient | Cabecera (Reședință)       |
| ------------------------ | --------------- | --- | -------------------------- |
| Districtul Atalaya       | 156,35          | Atalaya, El Barrito, La Montañuela, La Carrillo, San Antonio | Atalaya                    |
| Districtul Calobre       | 807,03          | Calobre, Barnizal, Chitra, El Cocla, El Potrero, La Laguna, La Raya de Calobre, La Tetilla, La Yeguada, Las Guías, Monjarás, San José                                                    | Calobre                    |
| Districtul Cañazas       | 789,30          | Cañazas, Cerro de Plata, El Picador, Los Valles, San José, San Marcelo, El Aromillo | Cañazas                    |
| Districtul La Mesa       | 511,61          | La Mesa, Bisvalles, Boró, Llano Grande, San Bartola, Los Milagros | La Mesa                    |
| Districtul Las Palmas    | 1014,40         | Las Palmas, Cerro de Casa, Corozal, El María, El Prado, El Rincón, Lolá, Pixvae, Puerto Vidal, San Martín De Porres, Viguí, Zapotillo                                                    | Las Palmas                 |
| Districtul Mariato       | 1408,97         | Llano de Catival o Mariato, Arenas, El Cacao, Quebro, Tebario | Llano de Catival o Mariato |
| Districtul Montijo       | 781,22          | Montijo, Gobernadora, La Garceana, Leones, Pilón, Cébaco, Costa Hermosa, Unión del Norte                                                                                                 | Montijo                    |
| Districtul Río de Jesús  | 303,89          | Río de Jesús, Las Huacas, Los Castillos, Utira, Catorce de Noviembre | Río de Jesús               |
| Districtul San Francisco | 436,59          | San Francisco, Corral Falso, Los Hatillos, Remance, San Juan, San José | San Francisco              |
| Districtul Santa Fé      | 1921,62         | Santa Fé, Calovébora, El Alto, El Cuay, El Pantano, Gatú o Gatucito, Río Luis | Santa Fé                   |
| Districtul Santiago      | 975,74          | Santiago, La Colorada, La Peña, La Raya de Santa María, Ponuga, San Pedro del Espino, Canto del Llano, Los Algarrobos, Carlos Santana Ávila, Edwin Fábrega, San Martín de Porres, Urracá | Santiago de Veraguas       |
| Districtul Soná          | 1522,87         | Soná, Bahía Honda, Calidonia, Cativé, El Marañón, Guarumal, La Soledad, Quebrada de Oro, Río Grande, Rodeo Viejo                                                                         | Soná                       |

## Galerie de imagini

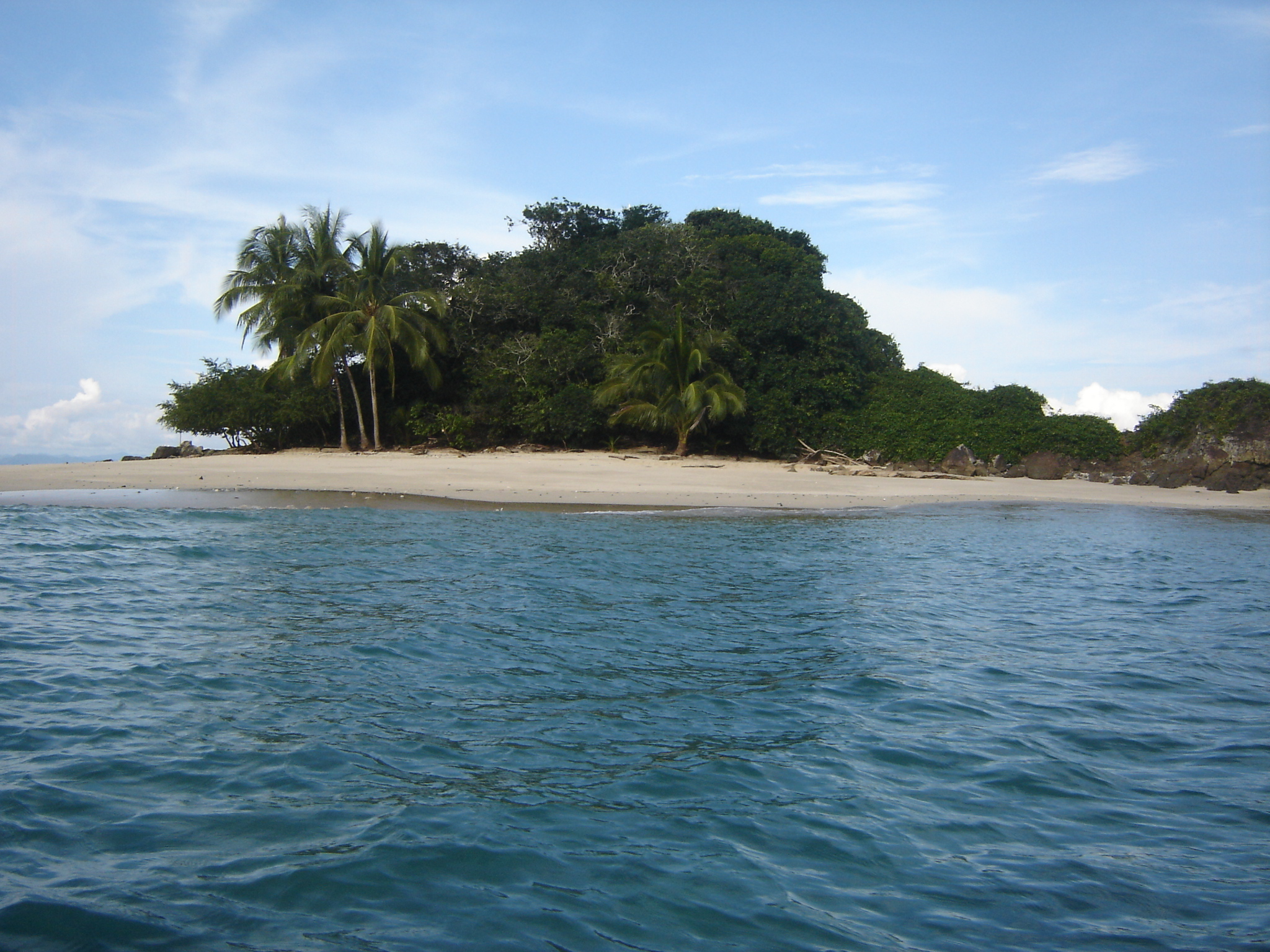
Insula Granito de Oro în Parcul Național Insula Coiba
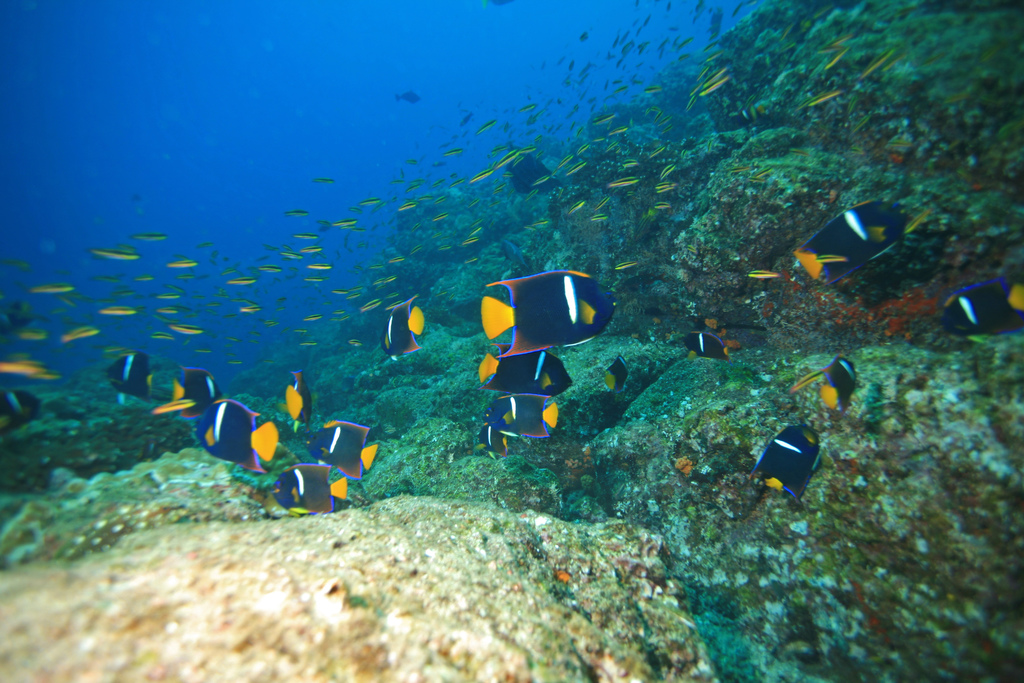
Holacanthus passer în Parcul Național Insula Coiba
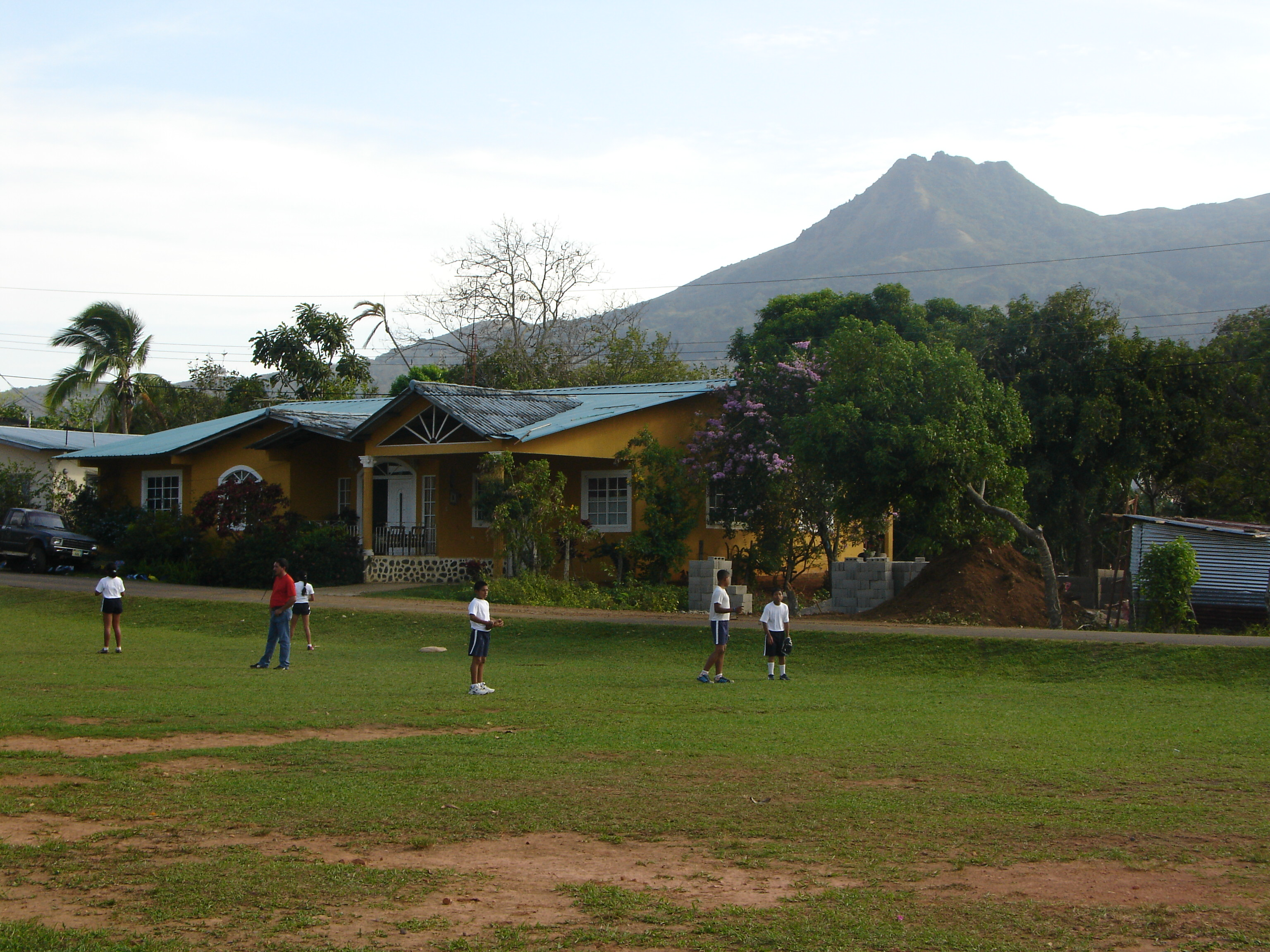
Muntele El Tute în apropiere de Santa Fé
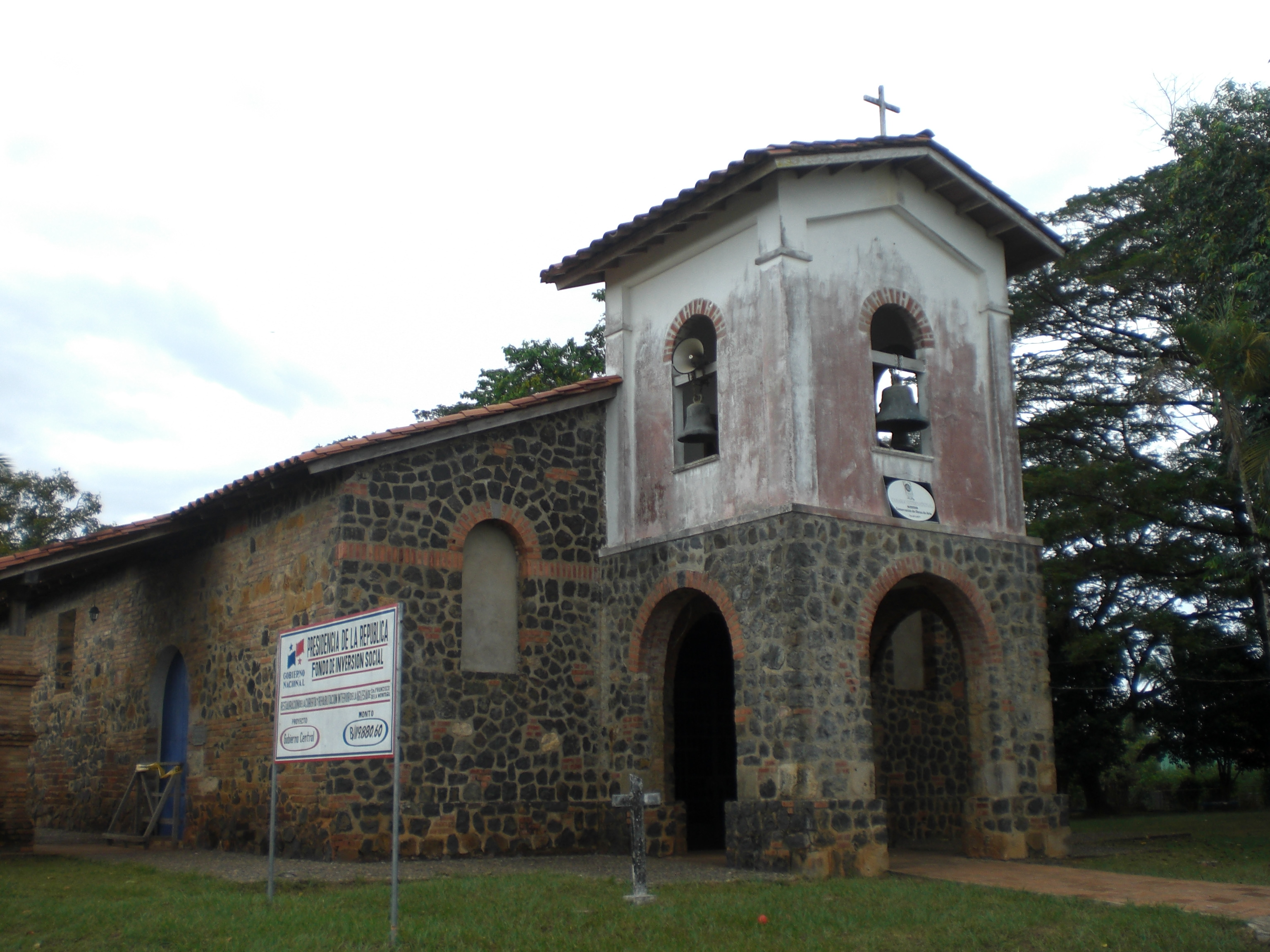
Biserica San Francisco en la Montaña San Francisco
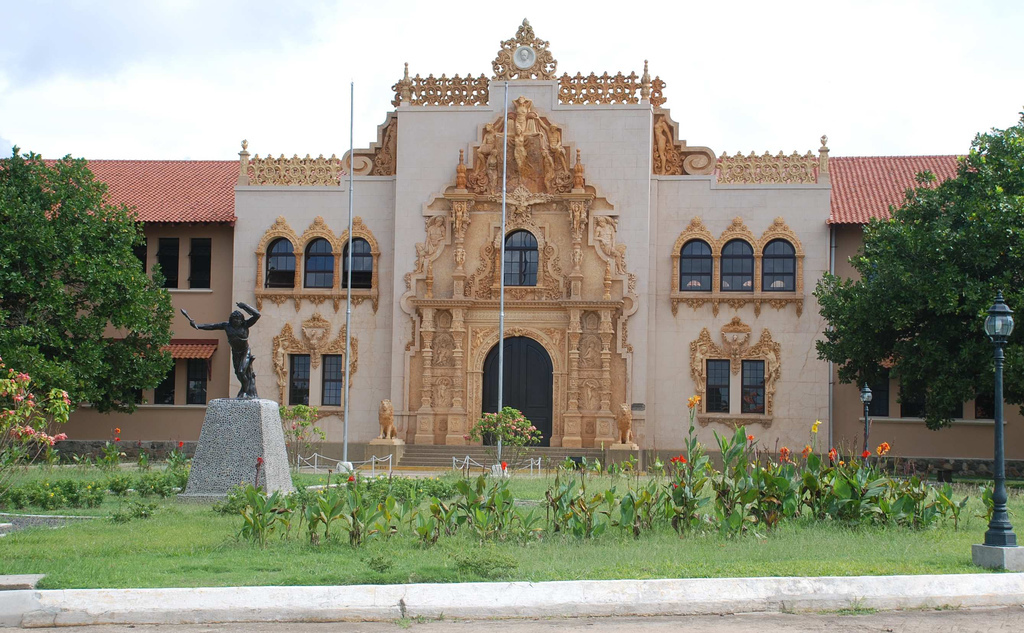
Escuela normal în Santiago de Veraguas
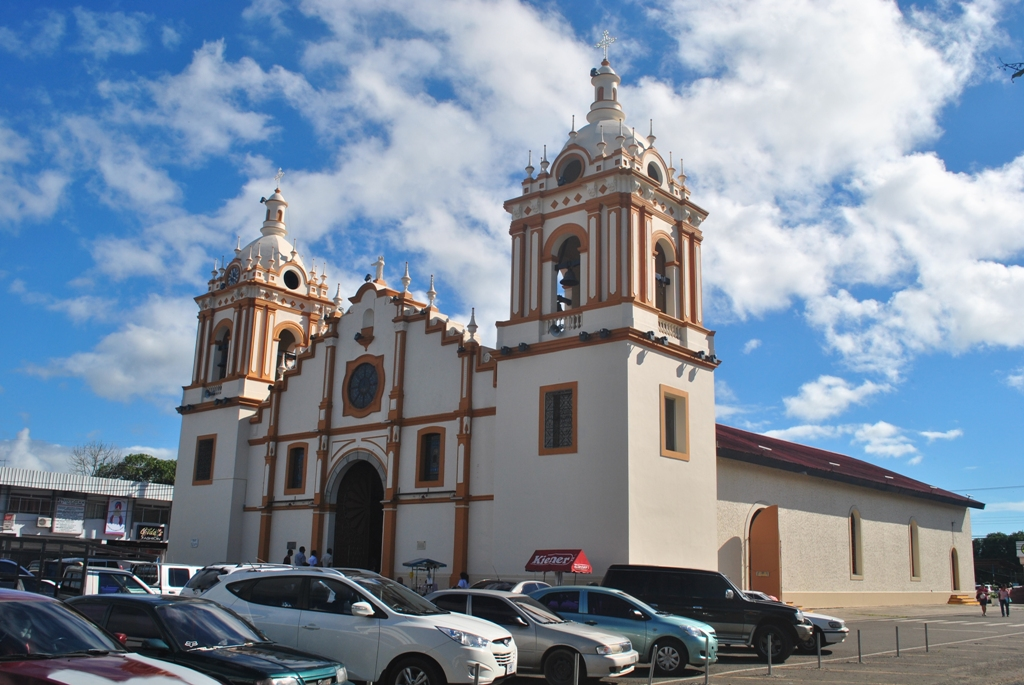
Catedrala în Santiago de Veraguas